# Calliophis
Calliophis – rodzaj jadowitych węży z rodziny zdradnicowatych (Elapidae).

## Zasięg występowania
Rodzaj obejmuje gatunki występujące w Azji Południowej i Południowo-Wschodniej (Indie, Sri Lanka, Bangladesz, Mjanma, Laos, Kambodża, Wietnam, Tajlandia, Malezja, Singapur, Brunei, Indonezja i Filipiny).

## Systematyka

### Etymologia
- Calliophis: gr. καλλος kallos „piękno”, od καλος kalos „piękny”[9]; οφις ophis, οφεως opheōs „wąż”[10].
- Maticora: etymologia nieznana, J.E. Gray nie wyjaśnił znaczenia nazwy rodzajowej[2]. Gatunek typowy: Maticora lineata J.E. Gray, 1834 (= Aspis intestinalis Laurenti, 1768).
- Gongylocormus: gr. γογγυλος gongulos „zaokrąglony, okrągły”[11]; κορμος kormos „pień, kłoda”[12]. Gatunek typowy: Elaps bivirgatus F. Boie, 1827.
- Pseudelaps: gr. ψευδος pseudos „fałszywy”[13]; rodzaj Elaps Schneider, 1801. Gatunek typowy: Elaps furcatus Schneider, 1801 (= Aspis intestinalis Laurenti, 1768).
- Doliophis: gr. δολιος dolios „przebiegły, chytry”, od δολος dolos „chytrość”[14]; οφις ophis, οφεως opheōs „wąż”[10]. Gatunek typowy: Elaps bivirgatus F. Boie, 1827.
- Helminthoelaps: gr. ἑλμινς helmins, ἑλμινθος helminthos „robak”[15]; ελοψ elops, ελοπος elopos „niemy”, tu w znaczeniu „jakiś rodzaj węża”[16]. Gatunek typowy: Elaps bivirgatus F. Boie, 1827.
- Adeniophis: gr. αδην adēn, αδενος adenos „gruczoł”[17]; οφις ophis, οφεως opheōs „wąż”[10]. Gatunek typowy: Callophis furcatus var. nigrotaeniatus Peters, 1863 (= Aspis intestinalis Laurenti, 1768).

### Podział systematyczny
Do rodzaju należą następujące gatunki:
- Calliophis beddomei Smith, 1943
- Calliophis bibroni (Jan, 1858)
- Calliophis bilineatus (Peters, 1881)
- Calliophis bivirgatus (Boie, 1827) – matikora niebieska[18]
- Calliophis castoe Smith, Ogale, Deepak & Giri, 2012
- Calliophis gracilis Gray, 1834 – wysmuklica malajska[19]
- Calliophis haematoetron Smith, Manamendra-Arachchi & Somaweera, 2008
- Calliophis intestinalis (Laurenti, 1768)
- Calliophis maculiceps (Günther, 1858)
- Calliophis melanurus (Shaw, 1802)
- Calliophis nigrescens (Günther, 1862)
- Calliophis nigrotaeniatus Peters, 1863
- Calliophis philippinus (Günther, 1864)
- Calliophis salitan Brown, Smart, Leviton & Smith, 2018
- Calliophis suluensis (Steindachner, 1891)